# Poprad-Tatry ATP Challenger Tour 2016
Poprad-Tatry ATP Challenger Tour 2016 byl profesionální tenisový turnaj pořádaný jako součást mužského okruhu ATP Challenger Tour, který se odehrával na otevřených antukových dvorcích v areálu Tenisové kurty mesta Poprad. Konal se mezi 13. až 18. červnem 2016 ve slovenském Popradu jako druhý ročník turnaje.
Rozpočet turnaje činil 42 500 eur a hráči měli zajištěnu tzv. Hospitality. Nejvýše nasazeným tenistou ve dvouhře se stal sedmdesátý sedmý muž žebříčku Blaž Kavčič ze Slovinska. Jako poslední přímý účastník do hlavní singlové soutěže nastoupil 335. slovenský hráč žebříčku Filip Horanský.
Singlový titul na challenger vybojoval Argentinec Horacio Zeballos. Deblovou část vyhrála uruguaysko-kazašská dvojice Ariel Behar a Andrej Golubjev, jejíž členové získali v této úrovni první společnou trofej.

## Rozdělení bodů a finančních odměn

### Rozdělení bodů
| Soutěž  | vítězové | finalisté | semifinalisté | čtvrtfinalisté | 16 v kole | 32 v kole | Q |
| dvouhra | 90       | 55        | 33            | 17             | 8         | 0         | 5 |
| čtyřhra | 90       | 55        | 33            | 17             | 0         | —         | — |

### Finanční odměny
| Soutěž                              | vítězové | finalisté | semifinalisté | čtvrtfinalisté | 16 v kole | 32 v kole |
| ----------------------------------- | -------- | --------- | ------------- | -------------- | --------- | --------- |
| dvouhra                             | €6 150   | €3 600    | €2 130        | €1 245         | €730      | €440      |
| čtyřhra                             | €2 650   | €1 500    | €920          | €540           | €310      | —         |
| částka ve čtyřhře je uvedena na pár |          |           |               |                |           |           |

## Mužská dvouhra

### Nasazení
| Stát                          | Hráč             | ATP  | Nasazení |
| ----------------------------- | ---------------- | ---- | -------- |
| Slovensko                     | Martin Kližan    | 51.  | 1.       |
| Argentina                     | Horacio Zeballos | 92.  | 2.       |
| Rusko                         | Karen Chačanov   | 98.  | 3.       |
| Slovensko                     | Andrej Martin    | 110. | 4.       |
| Česko                         | Adam Pavlásek    | 114. | 5.       |
| Rakousko                      | Gerald Melzer    | 122. | 6.       |
| Slovensko                     | Jozef Kovalík    | 134. | 7.       |
| Argentina                     | Facundo Argüello | 173. | 8.       |
| Brazílie                      | André Ghem       | 188. | 9.       |
| Žebříček ATP k 6. červnu 2016 |                  |      |          |

### Jiné formy účasti
Následující hráči obdrželi divokou kartu do hlavní soutěže:
- Patrik Fabian
- Lukáš Klein
- Martin Kližan
- Dominik Šproch

Následující hráč získal do hlavní soutěže zvláštní výjimku:
- Emilio Gómez

Následující hráči postoupili z kvalifikace:
- Maximilian Marterer
- Nikola Mektić
- Jan Mertl
- Vitalij Sačko

Následující hráč postoupil z kvalifikace jako tzv. šťastný poražený:
- Dragoş Dima

## Mužská čtyřhra

### Nasazení
| Stát                                                                     | Hráč              | Stát       | Hráč                    | ATP  | Nasazení |
| ------------------------------------------------------------------------ | ----------------- | ---------- | ----------------------- | ---- | -------- |
| Chile                                                                    | Julio Peralta     | Chile      | Hans Podlipnik-Castillo | 127. | 1.       |
| Polsko                                                                   | Tomasz Bednarek   | Bělorusko  | Sergej Betov            | 262. | 2.       |
| Polsko                                                                   | Mateusz Kowalczyk | Polsko     | Adam Majchrowicz        | 335. | 3.       |
| Uruguay                                                                  | Ariel Behar       | Kazachstán | Andrej Golubjev         | 336. | 4.       |
| Žebříček ATP k 6. červnu 2016; číslo je součtem umístění obou členů páru |                   |            |                         |      |          |

### Jiné formy účasti
Následující páry obdržely divokou kartu do hlavní soutěže:
- Riccardo Bellotti /  Dennis Novak
- Djordje Djoković /  Péter Vajda
- Juraj Šimčák /  Dominik Šproch

## Přehled finále

### Mužská dvouhra
- Horacio Zeballos vs.  Gerald Melzer, 6–3, 6–4

### Mužská čtyřhra
- Ariel Behar /  Andrej Golubjev vs.  Lukáš Dlouhý /  Andrej Martin, 6–2, 5–7, [10–5]